# Salem (serial telewizyjny)
Salem – amerykański serial dramatyczny z elementami thrillera i elementów nadprzyrodzonych, wyprodukowany przez Fox 21 i Prospect Park. Twórcami Salem są Adam Simon i Brannon Braga. Jest to pierwszy serial zamówiony przez stację kablową WGN America. Emitowany jest od 20 kwietnia 2014 roku.
6 maja 2014 roku WGN America zamówiła 2. serię Salem.
11 lipca 2015 roku stacja WGN America zamówiła 3. sezon serialu, którego premierę zapowiedziano na 2 listopada 2016.
W Polsce serial jest emitowany od 9 czerwca 2014 roku przez stacje Fox Polska
13 grudnia 2016 roku, stacja WGN America ogłosiła zakończenie produkcji serialu po trzech sezonach.

## Fabuła
Akcja serialu rozgrywa się w XVIII wieku w mieście Salem w stanie Massachusetts. Przedstawia on historię procesów czarownic z miasteczka, romansu czarownicy Mary Sibley  i weterana wojennego kapitana Johna Aldena. W serialu ukazano walkę wiedźm i ortodoksyjnych purytanów, reprezentowanych przez bezwzględnego Increase’a Mathera i jego syna Cottona.

## Obsada
- Janet Montgomery jako Mary Sibley[8]
- Shane West jako John Alden[9]
- Seth Gabel jako Cotton Mather[10]
- Tamzin Merchant jako Anne Hale
- Ashley Madekwe jako Tituba[11]
- Elise Eberle jako Mercy Lewis
- Iddo Goldberg jako Isaac Walton
- Xander Berkeley jako sędzia Hale[8]
- Joe Doyle jako baron Sebastian von Marburg[12]
- Oliver Bell jako John, syn Mary i Johna[12]

### Role drugoplanowe
- Stephen Lang jako Increase Mather[13]
- Michael Mulheren jako George Sibley
- Azure Parsons jako Gloriana
- Lucy Lawless jako hrabina Palatine Ingrid von Marburg[12]
- Stuart Townsend jako Samuel Wainwright[12]

### Odcinki
| Sezon | Sezon | Odcinki | Oryginalna emisja WGN America | Oryginalna emisja WGN America | Oryginalna emisja Fox Polska | Oryginalna emisja Fox Polska | Oryginalna emisja Fox Polska |
| Sezon | Sezon | Odcinki | Premiera sezonu               | Finał sezonu                  | Premiera sezonu              | Finał sezonu                 |                              |
| ----- | ----- | ------- | ----------------------------- | ----------------------------- | ---------------------------- | ---------------------------- | ---------------------------- |
|       | 1     | 13      | 20 kwietnia 2014              | 13 lipca 2014                 | 9 czerwca 2014               | 1 września 2014              |                              |
|       | 2     | 13      | 5 kwietnia 2015               | 28 czerwca 2015               | 27 kwietnia 2015             | 20 lipca 2015                |                              |
|       | 3     | 10      | 2 listopada 2016              | 25 stycznia 2017              | 24 listopada 2016            | 2 lutego 2017                |                              |

## Nagrody
| Rok  | Nagroda       | Kategoria                   | Odbiorca | Wynik     |
| ---- | ------------- | --------------------------- | -------- | --------- |
| 2015 | Saturn Awards | Najlepszy serial w kablówce | Salem    | nominacja |